# Йолка (співачка)
Йо́лка (рос. Ёлка), справжнє ім'я — Єлизаве́та Вальдема́рівна Іванці́в (нар. 2 липня 1982, Ужгород) — українська і російська співачка, колишня учасниця КВК.
Почала музичну кар'єру у складі ужгородського гурту B&B. У 2004 році підписала контракт з Владом Валовим і випустила успішний дебютний альбом «Місто обману», з хітами «Дівчинка в Пежо» і «Гарний настрій». Згодом, у співпраці з Валовим, були випущені ще два альбоми: «Тіні» і «Цей чудовий світ», які не були такими ж успішними, як дебютна робота виконавиці.
З 2010 по 2012 рік виступала суддею на українському шоу «X-Фактор». У 2011 році отримала велику популярність з піснею «Прованс» і стала номінантом в трьох категоріях на премії Муз-ТВ 2011 року. Четверта студійна робота співачки «Точки розставлені» отримала успіх як у музичних журналістів, так і у публіки. Альбом отримав позитивні відгуки від критиків, які вважали його найкращим поп-альбомом 2011 року. Такі журнали, як «Афіша», «Time Out» і «Interview» внесли пластинку в свої редакційні списки головних альбомів року. «Точки розставлені» також очолив російський рейтинг продажів альбомів «2М. Росія Топ-25». За підсумками 2012 року Йолка була визнана виконавцем, що найбільше ротується на російських радіостанціях.

## Біографія
Народилася 2 липня 1982 року в Ужгороді.
Навчалася в місцевій середній школі № 8, під час навчання брала участь у шкільному КВН.
Озвучила Червону Шапочку в російськомовній версії мульфільму «Правдивая история Красной Шапки».
У 2008 році отримала премію «Золотий грамофон» за пісню «Мальчик-красавчик».
11 липня 2009 року приїздила співати в Тинду на 35-річчя БАМу.
З 2011 по 2012 була членкинею журі проєкту «Ікс-Фактор» (1 — 2 сезони) на телеканалі «СТБ».
У 2011 році вийшов новий альбом співачки під назвою «Точки расставлены». Альбом отримав позитивні оцінки з боку відомих музичних критиків.
Сингл співачки і групи Бурито «Ти знаєш» був випущений 18 лютого 2014 року лейблом «Velvet Music». Автор пісні — Ігор Бурнишев (соліст гурту Бурито) та Ігор Блідий (учасник групи Бурито) написав цю пісню ще влітку 2013 року і точно знав, хто буде виконувати цю пісню з ним дуетом — Йолка. Найцікавіше те, що кліп на пісню знімали на iPhone 4S і iPhone 5. Реліз пісні відбувся 19 лютого 2014 року. Прем'єра кліпу відбулася 24 лютого 2014 року на офіційному каналі лейбла співачки Йолки — Velvet Music. Як сказала Йолка, сингл увійде в новий альбом співачки.
Записана в жанрі поп пісня «Ти знаєш» є динамічною, танцювальною композицією, з мінорною гармонією і елементами танцювальної музики в аранжуванні. Пісня отримала позитивні відгуки від критиків із журналу «Афіша», який назвав її «найпопулярнішою російськомовною піснею року».
Пісню написали два композитори: Ігор Бурнишев та Ігор Блідий. Пісню почали і закінчили писати в червні 2013 року. Оповіщення про прем'єру пісні та кліпу сталося тільки в лютому 2014 року. Весь цей час, з липня по лютий, вони знімали кліп. Кліп знімали на звичайні iPhone, а кадри редагували на MacBook. Ігор Бурнишев — учасник групи Банд'ерос і групи Бурито. Велика популярність пісні та кліпу почалася в березні 2014 року. 14 березня 2014 року Йолка і Бурито побували в програмі «Російські перці» на Російському радіо і в той же день Йолка і Бурито були в програмі «Стіл замовлень» на телеканалі RU.TV. Телеканал Муз-Тв зробив репортаж про зйомки кліпу та запису пісні.
Камеру iPhone вкотре використовували для зйомки кліпу. Співачка Йолка зняла з допомогою смартфона Apple кліп на пісню «Ти знаєш», виконану спільно з групою «Бурито». Режисером відео виступив Ігор Бурнишев, оператором — Олександр Ларін, вони ж повністю займалися монтажем. Відомо, що зйомки кліпу тривали понад пів року.
23 квітня 2014 випустила кліп і пісню «Все залежить від нас». Пісня стала саундтреком до новому фільму за участю Михайла Галустяна — «Подарунок з характером». 26 травня брала участь у благодійному концерті в Москві.
30 травня в московському клубі «Ray Just Rrena (Arena Moscow)» відбувся великий сольний концерт, на якому вона представила чотири нові пісні, одну українською — «Кохати», російською: «Море всередині», «Намалюй мені небо», «Перехожий». 31 травня у концертному залі «Крокус Сіті Хол» відбулася четверта музична премія телеканалу RU.TV. Співачка Йолка не перемогла в номінації «Найкраща співачка» і не брала участь в концерті.
Вперше інформація про нові пісні співачки з'явилася в травні 2014 року перед великим сольним концертом 30 травня 2014 в Ray Just Arena. На концерті вона виконала нові пісні: «Море всередині», «Перехожий» і «Намалюй мені небо». Пісні відразу сподобалися музичним критикам і фанатам співачки. Студійна версія пісні вийшла 7 липня 2014 лейблом Velvet Music. Пісня написана Отто Нотманом та Олександром Дуловим. Пісня, за словами увійде в її новий альбом, який буде випущено в 2014 році. Так само в інтерв'ю для «Musecube Tv» після великого сольного концерту 30 травня 2014 в Ray Just Arena сказала, що в липні або серпні на пісню вийде кліп.
7 листопада 2014 року відбувся великий концерт з презентацією нових пісень, які не альбому в московському нічному клубі Артист Концерт Холл. Співачка представила 3 нові пісні: «Море всередині», «Поверхи», «Перехожий».
6 грудня 2014 року в СК «Олімпійський» відбувся щорічний музичний фестиваль «Пісня року». На ньому співачка Йолка отримала диплом та статуетку за пісню «Намалюй мені небо», а найкращим композитором став продюсер її хіта Прованс — Костянтин Меладзе.
Як обіцяє вихід п'ятого студійного альбому буде в лютому 2015 року, на початку. Туди увійдуть пісні, які випустила за 2 роки, нові дуети та пісні, а так само нові пісні, які були презентовані на концертах, починаючи з 2014 року: «Море всередині», «Поверхи», «Перехожий», «Любити» (українською) і «Намалюй мені небо».
З 2017 по 2020 рік у Москві випустила пісню «Впусти музику», «Світ відкривається», «На коліні» (2018), "Починається з тебе "(з Burito), "До сонця "(з Loc-Dog'ом), «Ось це так!», «Світ відкривається» (2018), "Роби любов "(з дзвінким & Рем Дігга), «Спаси мене» (з дзвінким), «Де ти», «Шоколадка» (2019), «Сумую», «Залишаюся», «У кожному з нас», «Спасибі за все, мам» з Марі Краймбрері, «Кімната» (25/17 Cover) (2020), "#Поприколу " (з Бастою), «Мені легко», «З вікон» (2020), «Любов під час чуми» з групою 25/17,
«Не наговорюй», «Фонтан» (з групою 25/17), «Часи не вибрати».
Виданню Гордон: «Мені тут дуже добре. Мене так лякали 15 років тому тим, що Москва мене не прийме. Але за 15 років я обросла справжнісінькою сім'єю. Як мені може бути тут погано? Це ж місто моєї реалізації. Тут мене назвали співачкою, і тут я все ще в процесі втілення своєї найголовнішої мрії в житті», — заявила вона.

## Нагороди
- 2011 року отримала премію «Золотий грамофон» за пісню «Прованс».
- У червні 2012 отримала премію RU.TV у номінації «Найкраща співачка» та «Найкраща пісня» («Около тебя»).
- 2012 року отримала премію «Золотий грамофон» за пісню «Около тебя».
- У грудні 2012 року отримала премію YUNA одразу у двох номінаціях «Около тебя» — найкраща пісня та «Найкраща виконавиця».
- У червні 2013 року отримала премію «RU.TV» за пісню «Хочу» в номінації «найкращий саундтрек».

## Дискографія

### Альбоми
- Город обмана (2005)
- Тени (2006)
- Этот великолепный мир (2008)
- Точки расставлены (2011)
- #Небы (2014)

### Компіляції
- Ёлка Remixes (2008)
- Ёлка Дуэты (2007)
- Ёлка The Best Hits (2008)
- Ненастоящая любовь (2014)

### Сингли
- Девочка в Пежо (2005)
- Хорошее настроение (2005)
- I Want To Be A Movie Star (2005)
- Две розы (2006)
- Девочка-студентка (2006)
- Террор (2006)
- Наводнение (2006)
- Горы (2006)
- Мальчик-красавчик (2007)
- Точки — города (2007)
- Не падай духом (2008)
- Твои слова (2009)
- Сны (2009)
- Прованс (2010)
- На большом воздушном шаре (2011)
- Бросай (2011)
- Мальчик (Дует з Павлом Волею) (2011)
- Около тебе (2012)
- Цепи-ленты (2012)
- Знаки вопроса (2012)
- Я в печале (2012)
- Лава (2012)
- Хочу (2012)
- Тело офигело (2013)
- Грусть(Ёлка feat Би-2)(2013)
- Когда-нибудь(Ёлка feat Би-2)(2013)
- Звезды-звезды (2013)
- Новый мир (feat. Жара) (2013)
- Лети, Лиза (2013)
- Нарисуй мне небо (2014)
- Моревнутри (2015)
- Прохожий (2015)

## Відеографія
- Город обмана (2005)
- «Хорошее настроение» (2005)
- I Want To Be A Movie Star (2005)
- Девочка-студентка (2006)
- Наводнение (2006)
- Террор (2006)
- Мальчик-красавчик (2007)
- Не падай духом (2008)
- Твои слова (2009)
- Доброе Утро (2008)
- Прованс (2010)
- Я Тебя Буду Ждать (2010)
- Красный Cooper (2011)
- Бросай (2011)
- На Большом Воздушном Шаре (2011)
- Мальчик (Дуэт с Павлом Волей) (2011)
- Теперь я знаю ты на свете есть(2011)
- Около тебя (2012)
- Хочу (2012)
- Тело офигело (2013)
- Новый мир (feat. Жара) (2013)
- Лети, Лиза (2013)
- Нарисуй мне небо (2014)